# لويس-ألفونس دس بوير
لويس-ألفونس دس بوير هو تاجر وسياسي كندي، ولد في 31 مايو 1839 في مونتريال في كندا، وتوفي في 29 مايو 1916. نشط حزبياً في الحزب الليبرالي الكندي. وقد انتخب عمدة وانتخب عضو مجلس العموم الكندي.